# Anisia optata
Anisia optata là một loài ruồi trong họ Tachinidae.